# محسن بخيت
محسن بخيت لاعب كرة قدم سعودي.
التحق بالهلال في العام 1966 وعمره لم يتجاوز الـ15 مع فريق الناشئين، واستمر لاعباً هلالياً حتى اعتزاله عام 1976.

## مشواره مع الهلال
لم يكن مشواره مع الهلال متوجاً بالبطولات لأنه بدأ واعتزل في الفترة التي غاب فيها فريقه عن البطولات لأكثر من 10 سنوات تحديداً بين 27-03-1965 وهو تاريخ آخر بطولة للهلال وتاريخ 01-05-1977 لأول بطولة بعد الابتعاد واللاعب محسن بخيت بدأ عام 1966 واعتزل عام 1976.

## مشواره مع المنتخب
مثل المنتخبات السعودية في البطولات الآسيوية للناشئين والشباب بإيران 1971 لعب للمنتخب الأول في دورة كأس الخليج العربي الثانية بالرياض 1972 في مباراتين وخاض مع المنتخب كل مبارياته في الدورة الثالثة في الكويت 1974 إضافة إلى دورة الصداقة الدولية بالرياض 1975 والدورة العربية بدمشق 1976.

## مشواره بعد الاعتزال
بعد ابتعاده عن الملاعب واصل تحصيله العلمي في أميركا ونال شهادة الماجستير وبعد عودته للرياض اختاره رئيس الهلال الأمير عبدالله بن سعد عضواً في مجلس إدارته 1988 وأسند له منصب مدير الكرة بالفريق الأول وشهدت فترته الإدارية تحقيق ناديه 3 بطولات هي الدوري الممتاز وكأس الملك وكأس الاتحاد على مستوى الفريق الأول وبطولتي الخليج والمملكة للناشئين بين العامين 88-1989.